# Gerd Lorenz

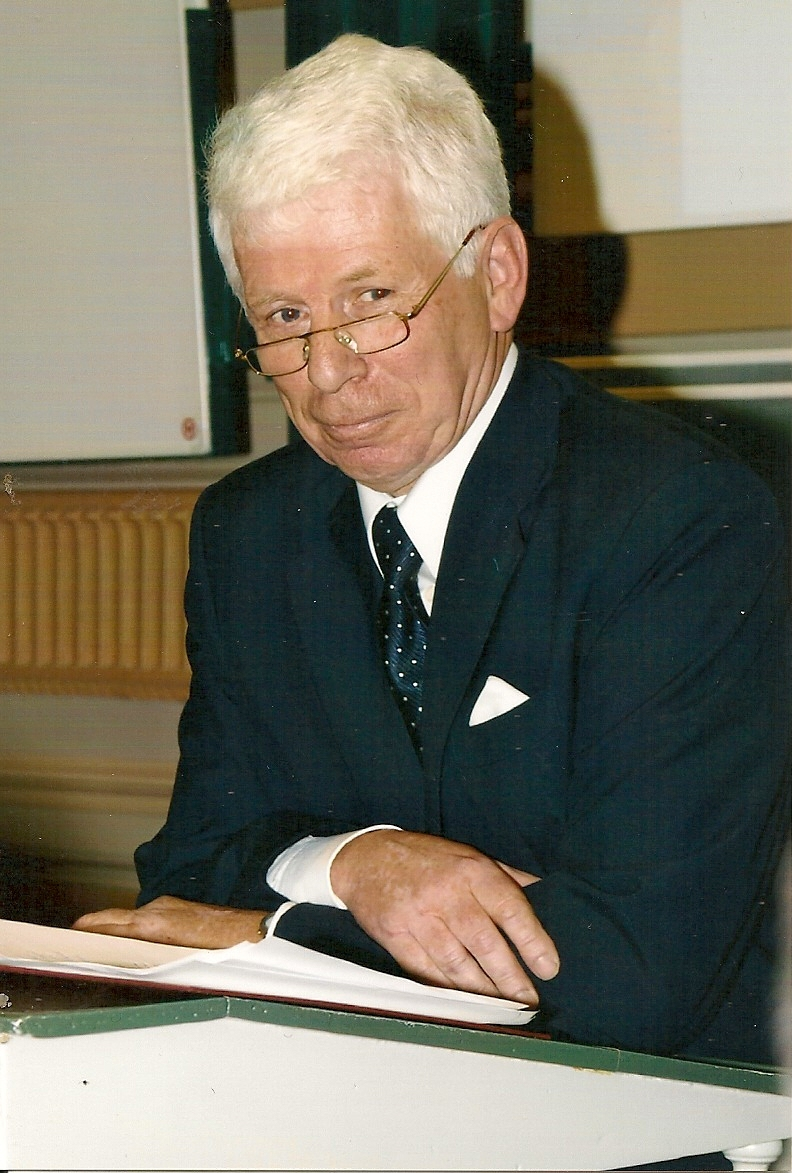
Gerd Lorenz

Gerd Lorenz (* 19. März 1941 in Greifswald) ist ein deutscher Emeritus für Pathologie.

## Leben
Als Sohn des Greifswalder Zahnarztes, Dr. Gerhard Lorenz (1907–1992), studierte Lorenz an der Ernst-Moritz-Arndt-Universität Greifswald Medizin. 1965 erfolgte die Promotion A zum Dr. med. Im selben Jahr als Arzt approbiert, ging er in die Greifswalder Pathologie. 1970 wurde er Facharzt, 1974 Oberarzt. Die Promotion B zum Dr. sc. med. war 1977. 1980 wurde er Hochschuldozent, 1985 a.o. Professor. Nach der Wende wurde er 1991 Geschäftsführender Direktor, 1992 ordentlicher Professor und 1994 Direktor des Instituts für Pathologie. Er war Vorstandsmitglied der Deutschen Sektion der Internationalen Akademie für Pathologie.
Forschungsschwerpunkte waren Klinische Onkologie, Hepato-Gastroenterologie und Oral- und Schilddrüsenpathologie. Er trat mit über 200 Publikationen und Buchbeiträgen sowie mehr als 200 Vorträgen hervor. Ihm ist die erste umfangreiche morphologische Darstellung der Anisakiasis (Heringswurmkrankheit) im deutschsprachigen Raum anhand von acht eigenen Fällen zu verdanken. Als Emeritus schreibt er Beiträge zur Geschichte der Medizin und über bedeutende Pathologen aus und in Pommern – Rudolf Virchow, Gerhard Domagk, Julius Cohnheim, Paul Grawitz, Otto Busse, Paul Busse-Grawitz und Carl Ruge.
Er wurde bei den Kommunalwahlen in Mecklenburg-Vorpommern 2009 für die CDU in die Bürgerschaft der Universitäts- und Hansestadt Greifswald gewählt, trat das Mandat aber nicht an.

### Ehrenämter

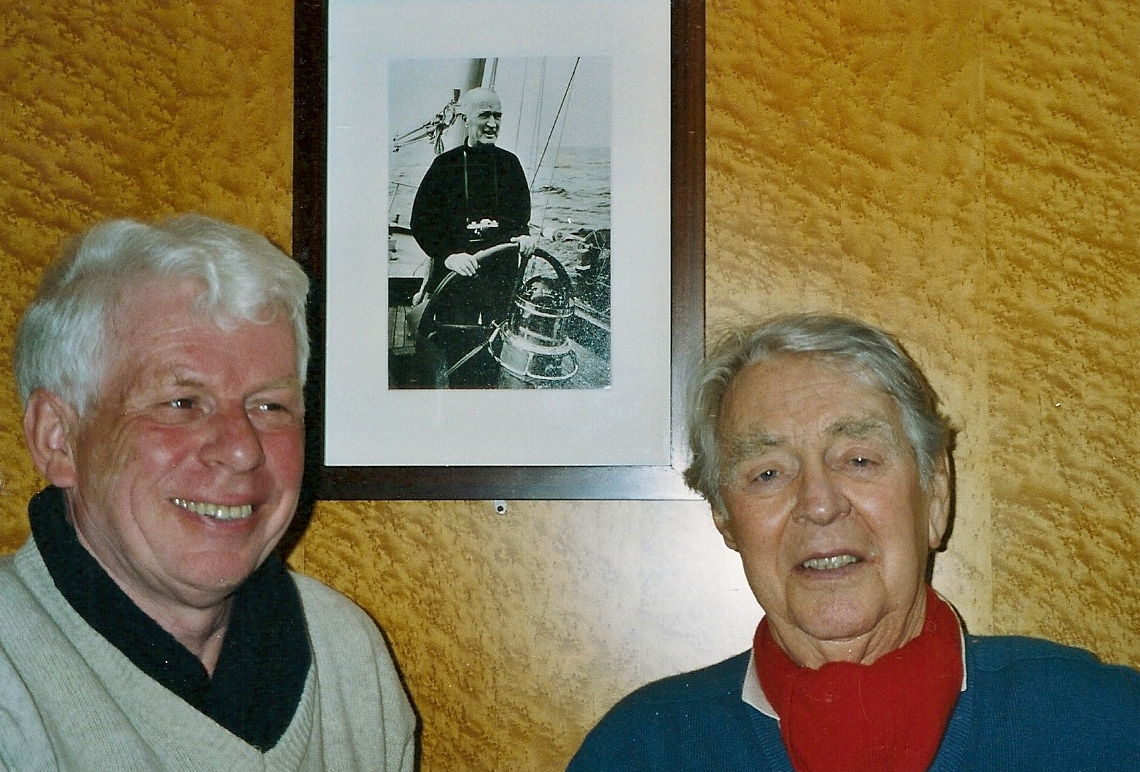
Lorenz und Beitz (2004)

1990–1996 war er Präsident des Konzils in der Hochschule. 1991–1996 war er Senator der Universität. Über viele Jahre saß er im Dekanats- und Fakultätsrat der
Medizinischen Fakultät und im Wissenschaftlichen Beirat vom Alfried Krupp Wissenschaftskolleg Greifswald. Zur Zeit der Wende und friedlichen Revolution in der DDR engagierte er sich für die keineswegs sichere Erhaltung der Medizinischen Fakultät. Die freundschaftlichen Verbindungen zu Berthold Beitz, dem Vorsitzenden der Alfried Krupp von Bohlen und Halbach-Stiftung, ermöglichten die Realisierung der großzügigen langjährigen Unterstützung für die Universität und die Stadt.

### Pathologiegebäude

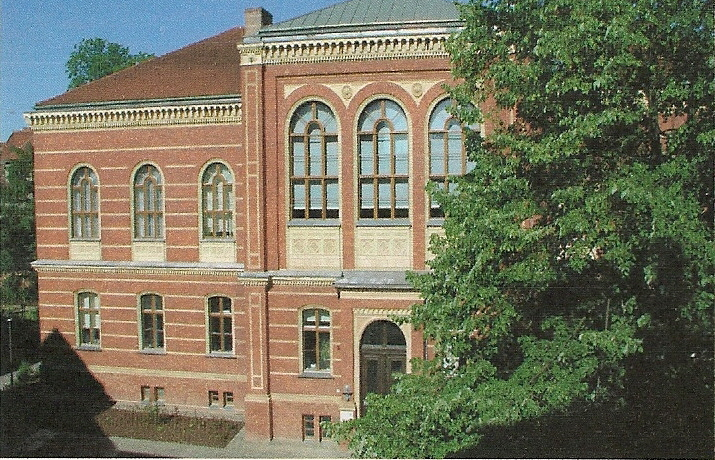
Greifswalder Pathologie (1999)

Für 180.000 Mark wurde das Institutsgebäude 1871 unter Friedrich Grohe fertiggestellt. Unter Paul Grawitz wurde 1907/08 ein Obduktionstrakt angebaut. Unter Gerd Lorenz erfolgte 1997–1999 die Grundsanierung für 10 Millionen Euro.